# (170025) 2002 VO
170025 (2002 VO) là một tiểu hành tinh vành đai chính được phát hiện ngày 2 tháng 11 năm 2002 bởi James Whitney Young ở Đài thiên văn Núi bàn gần Wrightwood, California.